# 法布里奇奥·米科利
法布里奇奥·米科利（Fabrizio Miccoli，義大利語發音：[faˈbrittsjo ˈmikkoli]；1979年6月27日—）是一名意大利前职业足球运动员，司职前锋。
他代表佩鲁贾、尤文图斯、佛罗伦萨和巴勒莫效力了九个赛季，在意甲的259场比赛中打进103球，还曾被租借到葡萄牙的本菲卡。后来他在意大利丙级联赛的家乡俱乐部莱切度过了两个赛季。他于2015年为马耳他俱乐部比尔基尔卡拉效力后退役。
在两年的国家队职业生涯中，米科利为意大利出场10次，打进2球。

## 俱乐部生涯

### 早年
米科利出自米兰青训，后于1995年回到他的家乡普利亚大区，加入了意大利职业一级球队卡萨拉诺，他17岁时首次代表成年队出场。1998年，他同意转会到意乙球队特尔纳纳，他在4个赛季共打进32球，其中15球是在俱乐部的最后一年。他在特尔纳纳的表现让米科利被许多意大利媒体称为“新皮耶罗”。

### 尤文图斯、佩鲁贾和佛罗伦萨
在他出色的表现之后，尤文图斯表现出了签下米科利的兴趣，并最终在2002年7月从特尔纳纳手中获得了他的转会权，然后在2002-03赛季将他租借到意甲球队佩鲁贾。
米科利在顶级联赛的第一个赛季就展现了出色的素质，打进了精彩的进球，展现了出色的技术能力。由于他的身材矮小、速度和技术能力，他被称为“萨伦托的罗马里奥”、“萨伦托的马拉多纳”和“口袋轰炸机”。他的努力帮助佩鲁贾获得了欧足联国际托托杯的参赛资格。他在该赛季接到了意大利国家队的征召，尤文图斯在下个赛季召回了他。
米科利为尤文图斯出战了六场欧洲冠军联赛，打进一球。他还在意甲联赛中为尤文图斯打进7球。然而，在与尤文主帅卡佩罗闹翻后，他并没有得到太多上场时间，而下个赛季，米科利一半的注册权以7百万欧元的价格卖给了升班马佛罗伦萨。在佛罗伦萨，米科利再次展现了自己的优秀品质，在赛季最后一天帮助佛罗伦萨保级，打进一球将布雷西亚送入意乙。赛季末，佛罗伦萨和尤文进行了一场盲拍。决定他的所有权，尤文图斯以约六百七十万欧元的总价赢得了三名球员（米科利、恩佐·马雷斯卡和基耶利尼）的归属权。因此，米科利不得不回到都灵，却被租借到了本菲卡。尤文图斯还必须为米科利的新三年合同支付25万欧元的代理费。

### 本菲卡
2006年7月，尽管阿斯顿维拉最初感兴趣，但米科利最终租借给了本菲卡。米科利在六场欧冠比赛中为本菲卡打进两球。他在对阵利物浦的比赛中打进一记精彩的剪刀脚进球，将本菲卡送入四分之一决赛，他也成为了球迷的最爱。在本菲卡，米科利引起了罗马、国际米兰等其他俱乐部的关注。米科利选择了本菲卡，在里斯本多呆一年。
35岁时，米科利说本菲卡是他职业生涯中最美好的经历。他是本菲卡球迷最珍视的球员之一。他在本菲卡联赛的39场比赛中打进14球。

### 巴勒莫
2007年7月5日，巴勒莫在其官方网站上宣布与米科利签订了一份为期三年的协议，费用为四百三十万欧元。这是一份四方交易：米科利换下离去的安德里亚·卡拉乔洛，卡拉乔洛换下法比奥·夸利亚雷拉，夸利亚雷拉换下文森佐·亚昆塔。米科利在2007-08赛季重返意大利足球并参加了巴勒莫的第三次欧洲联盟杯征程。尽管有一些伤病让他无法在赛季中连续上场，他在西西里俱乐部的第一个赛季就打进了8个进球，其中包括在西西里德比对阵卡塔尼亚的比赛中的制胜球。

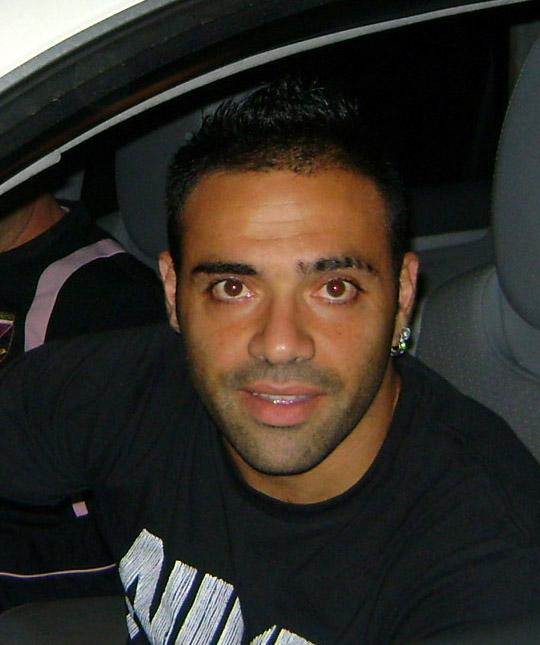
2009年的米科利

2008-09赛季，在安德里亚·巴尔扎利和克里斯蒂安·扎卡尔多被转会到德国沃尔夫斯堡俱乐部后，时为巴勒莫副队长的米科利享受了一个非凡的赛季开局，尤其是在任命大卫·巴拉尔迪尼为新任主教练之后这支球队与乌拉圭人卡瓦尼建立了多产的化学反应，每人打入14球。他于5月30日续签了合同。
从2009-10赛季开始，米科利代替受伤的法比奥·利维拉尼担任队长带领球队度过整个赛季，并在后者于2009年11月重新加入球队后得到确认。在2009-10赛季，米科利打进19球，在意甲进球榜并列第三。他在2010年3月27日对阵博洛尼亚的比赛中上演帽子戏法，在2010年5月9日主场战平桑普多利亚的比赛中，米科利凭借自己赢得的点球为巴勒莫打进了他在意甲联赛的第41个进球，使他成为巴勒莫队史意甲头号射手。卢恰诺·扎乌里的犯规让米科利在对阵桑普多利亚的比赛中获得点球，但也导致了米科利的膝盖中度受伤。因此，米科利于2010年5月13日在罗马的斯图尔特诊所接受了右膝手术。膝盖专家皮埃尔·保罗·马里亚尼教授认为他十字韧带的中度损伤“成功修复”，预计米科利将在夏季完全康复。
米科利在2009-10赛季的强劲表现在巴勒莫的征程中发挥了重要作用，俱乐部在意甲联赛中排名第五，并列俱乐部历史上最好的联赛成绩，并以微弱劣势无缘欧冠。这也引起了英超球队伯明翰城的转会兴趣，尽管他当时受伤，而且米科利有可能缺席下赛季的大部分时间，但据报道这位31岁的前锋转会报价仍达到五百万英镑。
米科利在2011-12赛季意甲联赛开局强势，在4-3战胜国际米兰的比赛中梅开二度，帮助巴勒莫在五场比赛后在意甲联赛中排名第四。2011年2月，巴勒莫以4-2击败莱切，莱切少年时代的支持者米科利在半场结束时打入任意球。然而，米科利拒绝庆祝，他离开球场时明显感到沮丧，并在中场休息时被换下。尽管巴勒莫的赛季表现平淡，但米科利保持了良好的状态，8月至1月期间经历了三位不同的主教练，2012年2月1日，他上演了帽子戏法，成为俱乐部历史上的最佳射手，并在圣西罗战平国际米兰。2012年5月，他在客场4-4战平切沃的比赛中上演帽子戏法。2012年9月30日，他在客场4-1战胜切沃的比赛中上演帽子戏法。
11月24日，米科利在巴勒莫3-1战胜卡塔尼亚的比赛中打进了他的第100个意甲进球。2013年4月28日，在意甲联赛第34场比赛中，1-0战胜国际米兰，米科利随巴勒莫以161次出场，在意甲联赛中排名第一。下一场比赛，5月5日，以1-0负于尤文图斯。6月晚些时候，确认不会向米科利提供新合同，因此将在2013年6月30日合同到期时到期，结束他在西西里岛的六年生涯。
合同到期后，米科利与包括澳大利亚俱乐部墨尔本胜利在内的多家俱乐部联系在一起。澳大利亚媒体报道称，他已口头同意加入胜利。然而，他后来与家乡俱乐部莱切签约。

### 莱切
米科利与莱切达成协议，并于2013年7月17日正式签订合同。他立即被任命为他小时候支持的球队的队长。他代表莱切队出场27次打进14球，在他效力俱乐部的第一个赛季就进入了附加赛的决赛，但最终被弗罗西诺内击败。下个赛季，俱乐部再次无缘晋级，在职业联赛C组排名第六。

### 比尔基尔卡拉

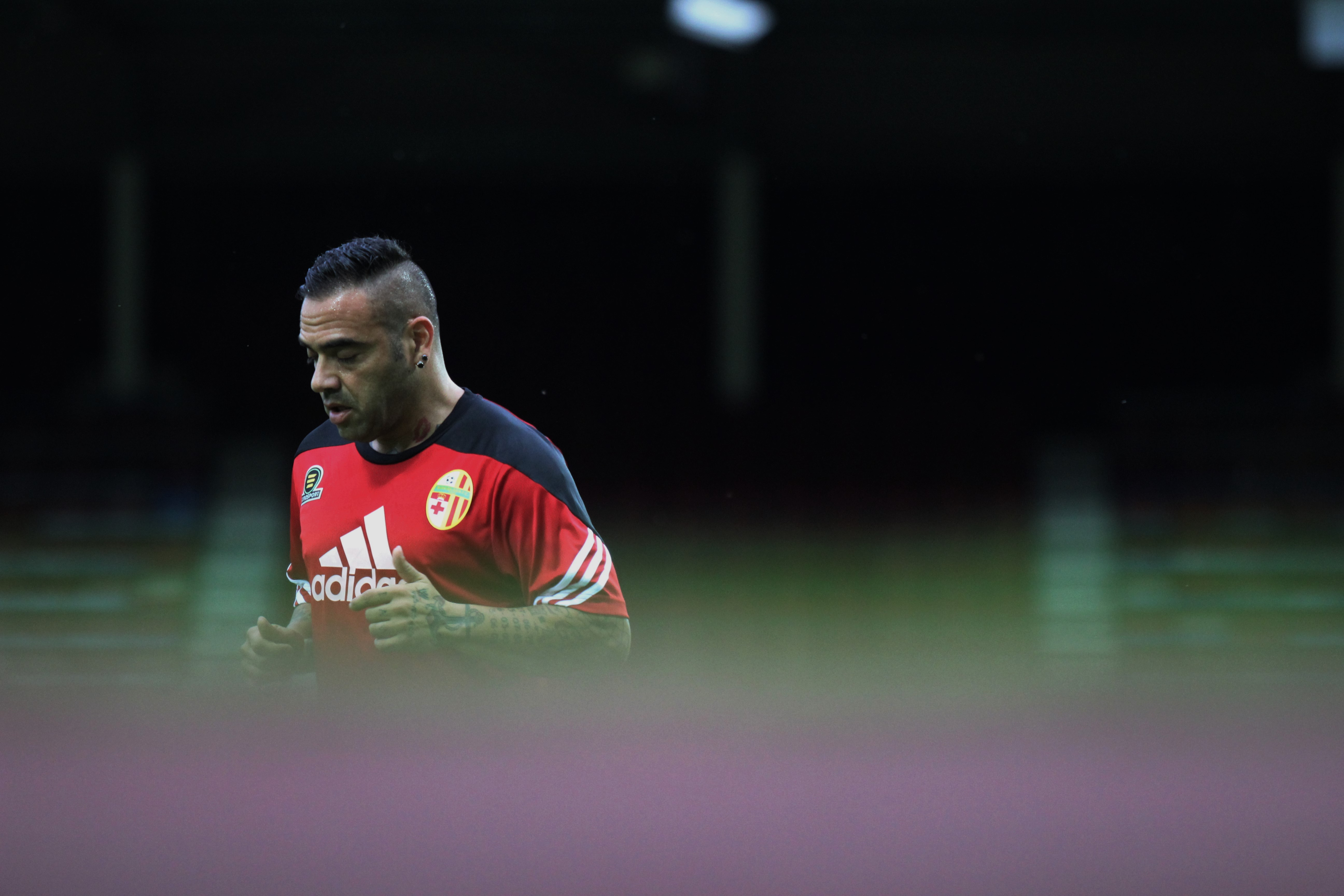
米科利效力于比尔基尔卡拉时期

2015年6月24日，米科利与马耳他超级联赛球队比尔基尔卡拉达成协议，为期一年。7月2日，他在本赛季欧罗巴联赛资格赛首轮首回合主场对阵乌利西斯的比赛中，在第71分钟替补埃德蒙·阿吉乌斯首次亮相。一周后，他在瓦兹根·萨尔基相共和党体育场的比赛中首次首发，在对手防守失误后以3-1的比分取得胜利。在塔卡利国家体育场举行的第二轮资格赛第二回合比赛中，他打进了唯一的进球，击败了西汉姆联队并获得了总比分的平局，但后来被换下，在点球大战中输掉了比赛。
在联赛中，米科利在11场比赛中打进6球，其中包括8月21日在主场4-0战胜纳克萨雄狮队的赛季第一球。2015年12月16日，米科利宣布退出职业足球的决定。

## 国家队生涯
法布里奇奥·米科利在2003年至2004年间为意大利出场10次，打进2球。2003年2月12日，他在主教练乔瓦尼·特拉帕托尼手下对阵葡萄牙的比赛中首次亮相，为贝尔纳多·科拉迪创造了唯一的进球。2004年3月30日，米科利在与葡萄牙的另一场友谊赛中角球直接得分。
米科利参加了2004年欧洲杯预选赛，并在2004年11月与芬兰的友谊赛中再次获得征召，最终以1-0获胜，米科利的唯一进球来自任意球。
在多次租借离开尤文图斯后，米科利在马塞洛·里皮的国家队没有收到任何征召，在罗伯托·多纳多尼和切萨雷·普兰德利的治下也没有被征召到蓝衣军团。许多意大利媒体都将米科利排除在里皮治下的意大利国家队之外，是因为米科利在2006年意大利足球丑闻（“电话门”）期间在法庭上的角色，其中米科利作证反对与里皮关系密切的尤文图斯俱乐部。尽管如此，里皮仍然在媒体上积极评价米科利，并在2005年提到他：“我一直在观察他，他是一名优秀的球员，技术上他真的很棒。他是个天才。米科利是一名对他效力的所有球队都非常重要的前锋。”
在2009-10赛季意甲联赛中，意大利媒体和足坛高层多次呼吁和猜测，米科利可能会重返蓝衣军团参加2010年世界杯，他也表示希望继续为国家队效力。然而，米科利没有入选世界杯大名单，2011年3月，在从严重的膝伤中恢复后，他宣布了他不再追求国家队生涯的意图。

## 退役后
退役后，米科利继续在他的家乡萨伦托效力于他的青年足球队，该队最初成立于2012年。 
2020年12月30日，他被宣布为阿尔巴尼亚地拉那迪纳摩俱乐部弗朗切斯科·莫里罗的新助理教练；他还被任命负责俱乐部的青年队。  2021年3月2日，莫里罗和米科利都辞去了俱乐部的教练职务，此前他们只负责了阿尔巴尼亚俱乐部的两场联赛。 
2021年7月，他接受了的特里斯特纳提出的成为俱乐部19岁以下青年队主教练的提议，但仅在9天后就辞职了。 

## 个人生活
米科利与芙拉维亚纳结婚，这是他17岁时的初恋，她14岁。他们有一个女儿苏阿米，她于2003年3月出生。他的第二个孩子，一个名叫迭戈的儿子，出生于2008年6月。 
2010年初，米科利在购买了属于他儿时英雄迭戈·马拉多纳的耳环后成为全国新闻。这枚耳环在马拉多纳访问意大利期间被国家税务局没收（这位阿根廷球星欠意大利政府数百万欧元的税款）。它在公开拍卖会上以25,000欧元的价格售出。确认购买后，米科利透露，如果他见到马拉多纳，他会将耳环归还给马拉多纳。 
米科利是莱切的支持者，在2013年加入莱切之前，他曾表示有兴趣在未来为俱乐部效力。 

## 争议
2013年6月22日，意大利新闻社ANSA报道说，巴勒莫公诉机关已开始调查米科利的敲诈勒索，指控他委托西西里黑手党安东尼诺·劳里切拉的儿子毛罗·劳里切拉追讨一家夜总会欠他的钱。此外，米科利在《共和国报》公布的电话录音中被引用，称被暗杀的反黑社会法官乔瓦尼·法尔科内为"fango"，即英语中的"污秽"。  随后，在2013-14赛季，FIGC检察官办公室要求取消其比赛资格并处以50,000欧元的罚款，但在2014年2月27日，他被意大利足协纪律委员会宣告无罪。 
2015年4月20日，米科利因被指控严重敲诈勒索而受到调查，因为他不断与劳里切拉联系，以便从位于伊索拉德莱费姆米内的夜店“il Paparazzi”的一位理疗师朋友那里追回12,000欧元。 
2017年10月21日，米科利以黑手党方法加重敲诈勒索罪被巴勒莫法院判处三年零六个月的监禁。 他的判决在2020年1月的上诉中得到确认。  2021年11月23日，米科利的上诉被最高法院驳回，维持原判。 第二天，他向罗维戈监狱的警察自首。 

## 职业生涯统计

### 俱乐部
| 俱乐部        | 赛季      | 联赛           | 联赛 | 联赛 | 杯赛 | 杯赛 | 洲际比赛 | 洲际比赛 | 其他 | 其他 | 总计 | 总计 |
| 俱乐部        | 赛季      | 级别           | 出场 | 进球 | 出场 | 进球 | 出场     | 进球     | 出场 | 进球 | 出场 | 进球 |
| ------------- | --------- | -------------- | ---- | ---- | ---- | ---- | -------- | -------- | ---- | ---- | ---- | ---- |
| 卡萨拉诺      | 1996–97   | 意丁           | 27   | 8    | 2    | 0    | —        | —        | —    | —    | 29   | 8    |
| 卡萨拉诺      | 1997–98   | 意丁           | 30   | 11   | —    | —    | —        | —        | —    | —    | 30   | 11   |
| 卡萨拉诺      | 总计      | 总计           | 57   | 19   | 0    | 0    | 0        | 0        | 0    | 0    | 59   | 19   |
| 特尔纳纳      | 1998–99   | 意乙           | 30   | 1    | 2    | 0    | —        | —        | —    | —    | 32   | 1    |
| 特尔纳纳      | 1999–2000 | 意乙           | 33   | 9    | 7    | 0    | —        | —        | —    | —    | 40   | 9    |
| 特尔纳纳      | 2000–01   | 意乙           | 23   | 7    | 2    | 0    | —        | —        | —    | —    | 25   | 7    |
| 特尔纳纳      | 2001–02   | 意乙           | 34   | 15   | 4    | 3    | —        | —        | —    | —    | 38   | 18   |
| 特尔纳纳      | 总计      | 总计           | 120  | 32   | 15   | 3    | 0        | 0        | 0    | 0    | 135  | 35   |
| 佩鲁贾 (租借) | 2002–03   | 意甲           | 34   | 9    | 6    | 5    | 2        | 2        | —    | —    | 42   | 16   |
| 尤文图斯      | 2003–04   | 意甲           | 25   | 8    | 6    | 1    | 6        | 1        | 1    | 0    | 38   | 10   |
| 尤文图斯      | 2004–05   | 意甲           | 0    | 0    | 1    | 0    | 0        | 0        | —    | —    | 1    | 0    |
| 尤文图斯      | 总计      | 总计           | 25   | 8    | 7    | 1    | 6        | 1        | 0    | 0    | 39   | 10   |
| 佛罗伦萨      | 2004–05   | 意甲           | 35   | 12   | 4    | 0    | —        | —        | —    | —    | 39   | 12   |
| 本菲卡 (租借) | 2005–06   | 葡超           | 17   | 4    | 0    | 0    | 6        | 2        | —    | —    | 23   | 6    |
| 本菲卡 (租借) | 2006–07   | 葡超           | 22   | 10   | 0    | 0    | 11       | 3        | —    | —    | 33   | 13   |
| 本菲卡 (租借) | 总计      | 总计           | 39   | 14   | 0    | 0    | 17       | 5        | 0    | 0    | 56   | 19   |
| 巴勒莫        | 2007–08   | 意甲           | 22   | 8    | 0    | 0    | 0        | 0        | —    | —    | 22   | 8    |
| 巴勒莫        | 2008–09   | 意甲           | 30   | 14   | 1    | 0    | —        | —        | —    | —    | 31   | 14   |
| 巴勒莫        | 2009–10   | 意甲           | 35   | 19   | 3    | 3    | —        | —        | —    | —    | 38   | 22   |
| 巴勒莫        | 2010–11   | 意甲           | 21   | 9    | 4    | 1    | 3        | 0        | —    | —    | 28   | 10   |
| 巴勒莫        | 2011–12   | 意甲           | 28   | 16   | 0    | 0    | 2        | 1        | —    | —    | 30   | 17   |
| 巴勒莫        | 2012–13   | 意甲           | 29   | 8    | 1    | 2    | 0        | 0        | —    | —    | 30   | 10   |
| 巴勒莫        | 总计      | 总计           | 165  | 74   | 9    | 6    | 5        | 1        | 0    | 0    | 179  | 81   |
| 莱切          | 2013–14   | 意丙一         | 27   | 14   | 4    | 0    | —        | —        | —    | —    | 31   | 14   |
| 莱切          | 2014–15   | 意丙一         | 17   | 3    | 2    | 2    | —        | —        | —    | —    | 19   | 5    |
| 莱切          | 总计      | 总计           | 44   | 17   | 6    | 2    | 0        | 0        | 0    | 0    | 48   | 19   |
| 比尔基尔卡拉  | 2015–16   | 马耳他超级联赛 | 11   | 6    | —    | —    | 4        | 2        | 1    | 1    | 16   | 9    |
| 生涯总计      | 生涯总计  | 生涯总计       | 530  | 191  | 49   | 17   | 34       | 11       | 2    | 1    | 615  | 220  |

### 国家队
| 意大利 | 意大利 | 意大利 |
| 年份   | 出场   | 进球   |
| ------ | ------ | ------ |
| 2003年 | 5      | 0      |
| 2004年 | 5      | 2      |
| 总计   | 10     | 2      |

### 国家队进球
| #  | 日期           | 场地                     | 对手   | 分数 | 结果 | 竞赛   |
| -- | -------------- | ------------------------ | ------ | ---- | ---- | ------ |
| 1. | 2004年3月31日  | 葡萄牙布拉加市政球场     | 葡萄牙 | 1-2  | 1-2  | 友谊赛 |
| 2. | 2004年11月17日 | 意大利摩西拿圣菲利波球场 | 芬兰   | 1–0  | 1–0  | 友谊赛 |

## 荣誉

### 俱乐部
尤文图斯
- 意大利超级杯： 2003
- 意大利杯亚军： 2003–04

巴勒莫
- 意大利杯亚军： 2010–11

比尔基尔卡拉
- 马耳他超级杯亚军：2015

### 个人
- 意大利杯最佳射手： 2002–03 （5 球） [57]